# Дизајн материјала
Дизајн материјала (кодно име Quantum Paper) је језик за дизајн направљен од стране Гугла. Ширење на картицу које је имала свој деби на Гугл сад, је учинила дизајн материјала либералнијим за употребу распореда базираних на координатама, одговорних анимација и прелаза, унутрашњих маргина и дубинских ефеката као што су осветљење и сенке. Дизајнер Матијас Дуарте је објаснио да "за разлику од правог папира, наш дигитални материјал може да се прошири и мења паметно. Материјал има физичке површине и ивице. Шавови и сенке пружају значај томе шта можете додирнути." Гугл наводи да се њихов нови језик за дизајнирање базира на папиру и мастилу.
Дизајн материјала може да се користи у API нивоу 21 и новијим верзијама помоћу v7 appcompat библиотеке, која је виртуелно користи на свим андроид уређајима произведеним након 2009. Дизајн материјала ће бити проширен кроз низ Гуглових веб и мобилних производа, пружајући доследно искуство на свим платформама и апликацијама. Такође, Гугл је објавио апликациони програмски интерфејс који омогућава независним програмерима да убаце језик за дизајн у своје апликације.
Гоогле је објавио дизајн материјала 25. јуна 2014. године, на Google I/O конференцији 2014.

## Имплементација
Од 2015. године већина Гугл мобилних апликација за андроид има примењен нови дизајнерски језик, укључујући Џимејл, Јутјуб, Гугл диск, Google Docs, Sheets and Slides, Гугл мапе, Гугл инбокс, све Гугл плеј-брендиране апликације и апликације мањег обима Гугл Хром за андроид и Гугл кип. Десктоп веб-интерфејси Google Drive-a, Docs-a, Sheets-a, Slides-a и Inbox-a га такође користе. 
Канонска имплементација дизајна материјала за веб апликације корисничких интерфејса се зове Полимер. Састоји се од Полимер библиотеке, подметача који омогућава API-јима за претраживаче да не имплементирају природни стандард, и каталог елемената, укључујући "paper elements collection" који карактеришу визуелне елементе дизајна материјала.